# Вэлиант, Лесли
Лесли Гэбриел Вэлиант (англ. Leslie Gabriel Valiant; род. 28 марта 1949) — британский и американский учёный в области теоретической информатики, лауреат премии Тьюринга 2010 года.
Член Лондонского королевского общества (1991), Национальной академии наук США (2001).

## Биография
Окончил Королевский колледж Кембриджа, Имперский колледж Лондона и Уорикский университет, в котором получил степень доктора философии по информатике в 1974 году. По окончании учёбы преподавал в университете Карнеги — Меллон, Лидском и Эдинбургском университетах. В 1982 году начал преподавать в Гарвардском университете, в котором и работает по состоянию на 2014 год.

## Научная работа
Занимается исследованиями в области теоретической информатики. Среди работ - важный вклад в теорию сложности вычислений: определение класса #P-полных проблем, с помощью которого удалось описать некоторые свойства перечислений множеств[уточнить]. В области машинного обучения разработал теорию приближенно правильного обучения (англ. Probably Approximately Correct Learning, PAC), получившую широкое практическое распространение. Также работал в областях параллельных и распределённых вычислений, голографических алгоритмов.

## Награды и признание
- 1985 — Стипендия Гуггенхайма[7]
- 1986 — Премия Неванлинны.
- 1997 — Премия Кнута.
- 2008 — Премия Европейской ассоциации теоретической информатики[нем.].
- 2010 — Премия Тьюринга «за вклад в теорию алгоритмов, включая приближенно правильное обучение, теорию сложности перечисления и алгебраических исчислений, а также теорию параллельных и распределённых вычислений».[8].